# Рамел
Ра̀мел, още Р̀амил или Ра̀мели (на гръцки: Ραχώνα, Рахона, до 1926 година Ράμελ, Рамел), е село в Егейска Македония, Гърция, в дем Пела на административна област Централна Македония.

## География
Селото е разположено на 100 m надморска височина в северозападния край на Солунското или Пазарското поле на 11 km източно от Енидже Вардар (Яница).

## История
Североизточно край Рамел е открито праисторическо селище, обявено за защитен паметник.

### В Османската империя
В 1848 година руският славист Виктор Григорович описва в „Очерк путешествия по Европейской Турции“ Храмѣлъ като българско село. Александър Синве („Les Grecs de l’Empire Ottoman. Etude Statistique et Ethnographique“), който се основава на гръцки данни, в 1878 година пише, че в Рамели (Ramély), Воденска епархия, живеят 150 гърци.
През май 1880 година мухтарът на Рамел е арестуван от каймакамина, тъй като обикалял селата да събира подписи върху прошения до екзарха. Вследствие на това са арестувани мухтарите и старейшините от околните села и от тях е изискано поръчителство, че са благонадеждни, което би могъл да даде само гръцкия митрополит. Така митрополитът успява да откаже от Екзархията селата Крива, Баровица, Църна река, Тушилово, Петрово, Бозец, Постол, Геракарци и Кониково.
На австро-унгарската военна карта селото е отбелязано като Ремил (Remil), на картата на Йоргос Кондоянис е отбелязано като Рамел (Ράμελ), християнско село. Според Николаос Схинас („Οδοιπορικαί σημειώσεις Μακεδονίας, Ηπείρου, Νέας οροθετικής γραμμής και Θεσσαλίας“) в средата на 80-те години на XIX век Рамели (Ράμελι) е село с 25 християнски семейства.
Към 1900 година според статистиката на Васил Кънчов („Македония. Етнография и статистика“) Рамел има 200 жители българи християни. През 1906 година гъркоманска махала в селото е изгорена в отговор на андартско нападение над Куфалово. Гъркоманските фамилии се изселват в Постол и Енидже Вардар, като част от тях се завръщат след Младотурската революция.
Цялото село е под върховенството на Българската екзархия. По данни на секретаря на екзархията Димитър Мишев („La Macédoine et sa Population Chrétienne“) в 1905 година в Рамел (Ramel) има 144 българи екзархисти и работи българско училище.
По данни на Екзархията в 1910 година Рамелъ е чифлигарско село с 92 семейства, 175 жители българи и една черква.
В 1910 година Халкиопулос пише, че в селото (Ράμελι) има 30 екзархисти.

### В Гърция
По време на Балканската война в 1912 година в селото влизат гръцки части и след Междусъюзническата в 1913 остава в Гърция. В 1912 година е регистрирано като селище с християнска религия и „македонски“ език. Преброяването в 1913 година показва Рамел (Ράμελ) като село със 125 мъже и 108 жени. Боривое Милоевич пише в 1921 година („Южна Македония“), че Ремел (Ремељ) има 28 къщи славяни християни.
Всички 92 български семейства или 63 души се изселват в България. На тяхно място са настанени голям брой гърци бежанци от Понт и Източна Тракия.
В 1926 година името на селото е сменено на Рахона. Българското му население се изселва и на негово място са настанени гърция бежанци. В 1928 година Рамел е представено като чисто бежанско със 122 бежански семейства и 454 жители бежанци.
Селото произвежда предимно жито, тютюн, памук и овошки, като частично е развито и скотовъдството.
| Година    | 1913 | 1920 | 1928 | 1940 | 1951 | 1961 | 1971 | 1981 | 1991 | 2001 | 2011 | 2021 |
| --------- | ---- | ---- | ---- | ---- | ---- | ---- | ---- | ---- | ---- | ---- | ---- | ---- |
| Население | 233  | 265  | 504  | 652  | 751  | 701  | 667  | 646  | 691  | 626  | 586  | 461  |

## Личности
Родени в Рамел
- Григор Дамбулов (Дамбулта, 1862 – 1942), куриер и селски войвода на ВМОРО
- Йоан Стамков (Ιωάννης Στάμκος), гръцки андартски деец от трети клас[18]
- Кочо (Коста) Рамилски (? - 1935), куриер и капитан на гръцка въоръжена чета[19], избран за кмет на дем Постол, но убит от гърци[20]
- Никола Стамков (Νικόλαος Στάμκος), гръцки андартски деец от трети клас[18]